# 쿨커 야노시

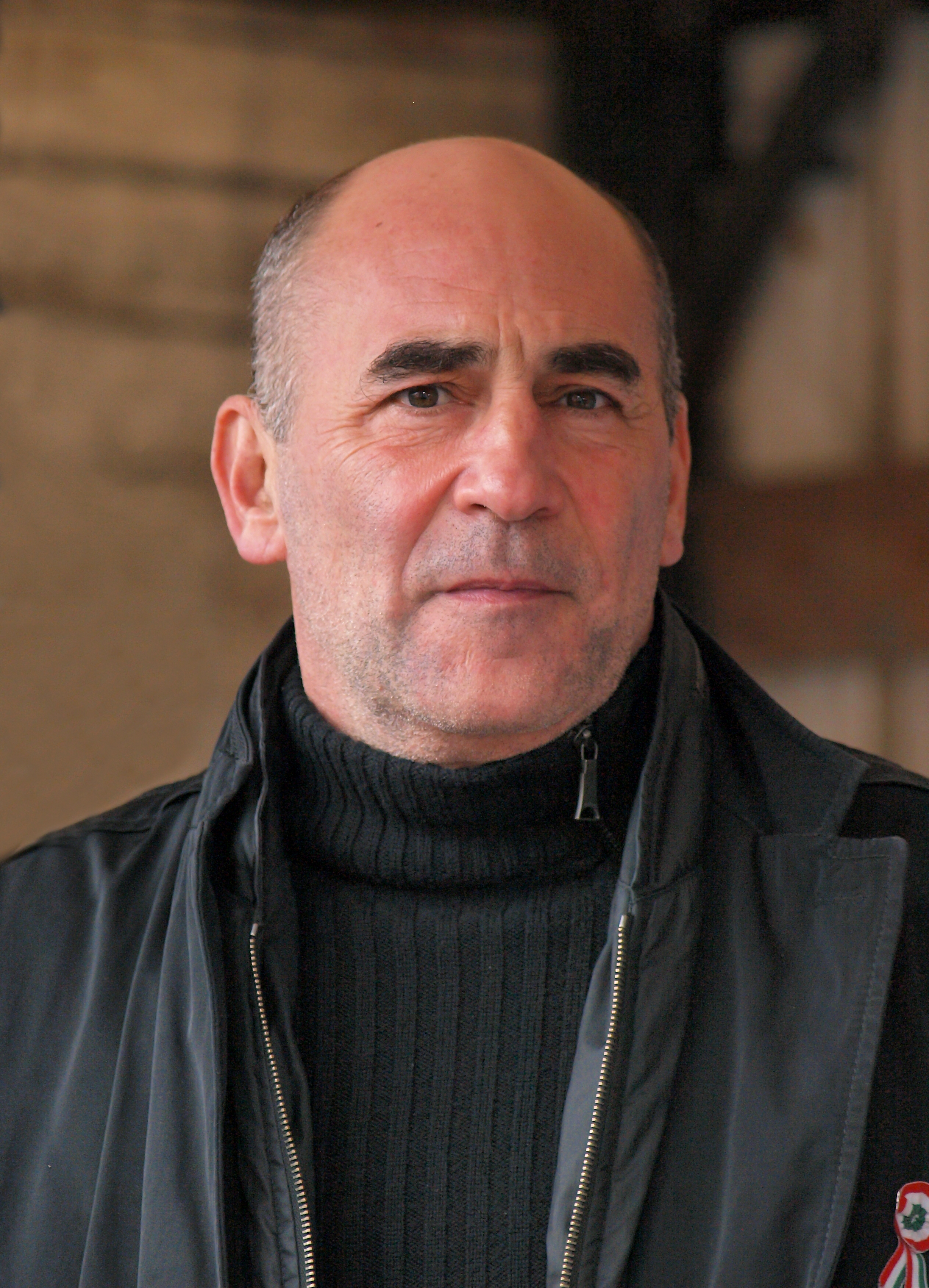

쿨커 야노시(헝가리어: Kulka János, 1958년 11월 11일 ~ )는 헝가리의 배우이다. 부다페스트에서 태어났다.

## 영화
- 더 게임 (2022년) - 팔 머르코 역
- 데미몬드 (2015년)
- 디 엠베서더 투 베른 (2014년)
- 이그잼 (2011년) - 마르코 팔 역
- 카멜레온 (2008년)
- 폭스 테일 (2008년)
- 믹스 (2004년)
- 매장되지 않은 남자 (2004년)
- 콘트롤 (2003년)
- 마지막 블루스 (2002년)
- 맥스 (2002년)
- 제이콥의 거짓말 (1999년)
- 미스 아리조나 (1987년)
- 터미너스 (1986년)